# Gamze Tazim
Gamze Tazim (La Haya, 28 de enero de 1989 ) es una actriz neerlandesa de ascendencia turca. Es conocida por interpretar a Noa van Rijn en la serie de televisión juvenil, Het Huis Anubis.

## Trayectoria
Su primera participación en la televisión fue en la serie para jóvenes Het Huis Anubis, interpretando a Noa van Rijn, personaje que desempeñó desde 2007 hasta 2009. También participó interpretando este personaje en las películasː Anubis en het Pad der 7 Zonden y Anubis en de wraak van Arghus y en el espectáculo teatral, Anubis en de Graal van de Eeuwige Vriendschap. 
Tazim creció en Schilderswijk en La Haya, junto con sus padres, y sus hermanos.  Sus padres son originarios de Turquía. Tazim comenzó a bailar a la edad de 10 años, pero más tarde se dedicó a la actuación. 
Ella ha participado en varias producciones teatrales desde que tenía doce años. Estudió en la Escuela de Teatro Juvenil en Ruibarbo, donde interpretó el papel principal en Carmen . También participó en los clips de Racoon : "Laugh about it" y "Love you more".  Después de un papel secundario en Den Helder , una película dirigida por Jorien van Nes , Tazim participó en la película Gangsterboys. En 2011 interpretó un papel en la serie Van God Los, que fue emtida por BNN.  En el episodio 3, "Bajo coacción", interpretó el papel de Meriban.  

## Filmografía

### Películas
- Anubis en het Pad der 7 Zonden - Noa van Rijn (2008)
- Anubis en de wraak van Arghus - Noa van Rijn (2009)

### Televisión
- Het Huis Anubis - Noa van Rijn (2007-2009)

- Den Helder - Ayla (2008)
- Gangsterboys - Serpil (2010)
- Van God los - Meriban (2011)
- Seinpost Den Haag - Esin Aytac (2011)
- Mixed Kebab - Elif (2012)
- Malaika - Esra Yildiz (2013)
- Flikken Rotterdam - Amiga de Cahit (2016)
- Celblok H - Aimina (2017)